# 斯蒂格·托雷·斯韦
斯蒂格·托雷·斯韦（挪威語：Stig Tore Svee，1963年12月16日—），挪威男子残疾人冰球运动员。他曾代表挪威参加1998年、2002年、2006年和2010年冬季残疾人奥林匹克运动会冰球比赛，获得一枚金牌、二枚银牌和一枚铜牌。